# Prova a dire il mio nome
Prova a dire il mio nome è il primo album della cantautrice italiana Chiara Canzian.
Anticipato dal singolo Novembre '96 e dalla successiva partecipazione al Festival di Sanremo 2009 con il brano che dà il titolo al disco, l'album presenta 13 tracce, in cui l'artista si avvale della collaborazione di musicisti quali Phil Mer, Danilo Ballo, Alex Britti, Paolo Costa, Stefano Di Battista e anche alcuni autori, come Giuliano Sangiorgi, che sotto il nome di Pellecalamaio ha scritto il brano citato.

## Tracce
1. Novembre '96 (Canzian - Porru)
2. Prova a dire il mio nome (Canzian - Pellecalamaio)
3. Aspetto gli occhi (Canzian - Pacifico)
4. Una lacrima in tasca (Canzian)
5. Ora (Canzian)
6. Sono meglio di così (Canzian)
7. Segui ciò che sai di me (Canzian - Niccolò Agliardi)
8. Da Milano al mare (Canzian - Niccolò Agliardi)
9. Dimentica (Canzian - Federica Camba)
10. Dolce (Canzian - Porru)
11. Sarà il sole (Canzian - Niccolò Agliardi)
12. La gioia è (Canzian - Pescosta - Canzian - Niccolò Agliardi)
13. Sottovetro (Canzian - Porru)

## Musicisti
- Chiara Canzian - voce
- Paolo Costa - basso
- Alfredo Golino - batteria
- Phil Mer - batteria, pianoforte
- Bruno Zucchetti - tastiera, pianoforte
- Toti Panzanelli - chitarra
- Alex Britti - slide guitar (in Da Milano al mare)
- Stefano Di Battista - sax soprano
- Danilo Ballo - cori, simulazione vocale delle percussioni (in La gioia è)